# Theo Janssen

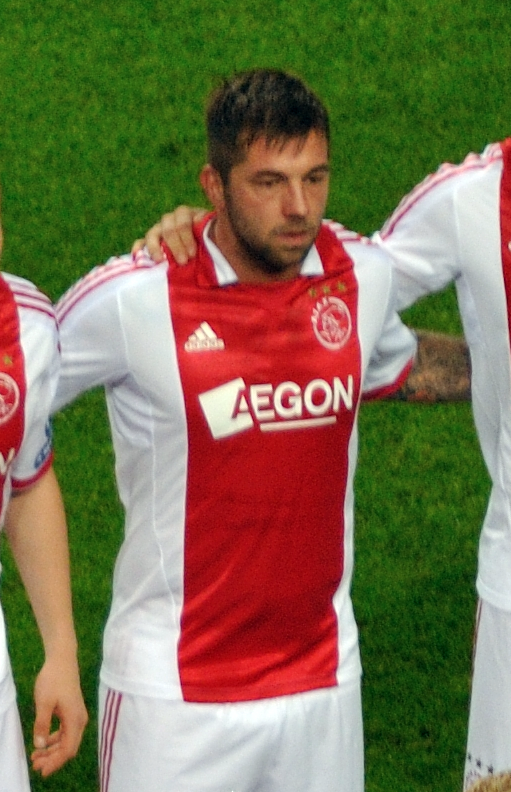
Theo Janssen

Theo Janssen, född 27 juli 1981 i Arnhem, Nederländerna, är en nederländsk före detta fotbollsspelare. Under sin karriär spelade han i  Ajax, FC Twente, Vitesse och Genk.
Han debuterade i Nederländernas A-landslag 2006.